# あゝさすらい (春日八郎の曲)
「あゝさすらい」（ああさすらい）は、1988年8月にリリースされた春日八郎のシングル。

## 収録曲
1. あゝさすらい
  - 作詞:池田充男／作曲:桜田誠一／編曲:池多孝春
2. 人情居酒屋
  - 作詞:鳥井実／作曲:弦哲也／編曲:池多孝春